# Перелічення
Перелічення — стилістичний засіб, який означає однорідні позначення предметів, дій або ознак чогось, які стоять один після одного у реченні.
|  | Божественне у нашій статі — це жага до гуманізму; усі великі й гарні люди, законодавці, винахідники, філософи, поети, кожна благородна людина у своєму стані допомагає у вихованні своїх дітей, у контролі виконання обов'язків, наприклад, через підприємство, інститут і навчання. (Й. Г. Гердер, «Листи для заохочення гуманності»). |

У стилістиці розрізняють чотири види перелічувань: акумуляція, ампліфікація, клімакс, антиклімакс.